# Franz Brorsson
Franz Denniz Brorsson, född 30 januari 1996 i Trelleborg, är en svensk fotbollsspelare som spelar för grekiska Atromitos. Han är son till Jonas Brorsson, före detta lagkapten och sportchef i Trelleborgs FF.

## Klubbkarriär
Franz Brorssons moderklubb är Trelleborgs FF. Som elvaåring flyttade han med familjen till Höllviken och bytte då klubb till BK Höllviken (tidigare BK Näset). Vid 14 års ålder gick han till Malmö FF. Brorsson gjorde sin A-lagsdebut den 15 november 2014 i Svenska cupen, där han byttes in i den 72:a minuten mot Amin Nazari i en 2–1-vinst över IS Halmia. Därefter, i december 2014, flyttades Brorsson upp i A-truppen på ett så kallat "lärlingskontrakt".
Hans andra tävlingsdebut kom i Champions League-kvalet den 15 juli 2015 i en 0–0-match mot litauiska Žalgiris Vilnius. Den 18 juli 2015 fick Brorsson göra allsvensk debut i en 1–1-match mot Örebro SK. Den 25 november debuterade Franz Brorsson, 19 år gammal, i Champions League. Matchen spelades mot Paris Saint-Germain på Swedbank stadion i Malmö. Matchen slutade 0-5 och Franz spelade i 90 minuter. Den före detta MFF-spelaren Zlatan Ibrahimović gjorde ett av målen.
Den 10 mars 2017 förlängde Brorsson sitt kontrakt i Malmö FF fram över säsongen 2020. Den 20 januari 2020 förlängde Brorsson sitt kontrakt i MFF fram till 2021 och lånades samtidigt ut till danska Esbjerg på ett låneavtal fram till den 30 juni 2020. Brorsson debuterade i Superligaen den 14 februari 2020 i en 1–0-vinst över FC Köpenhamn, där han blev inbytt i den 87:e minuten mot Yuriy Yakovenko.
Den 28 december 2021 värvades Brorsson av cypriotiska Aris Limassol, där han skrev på ett 2,5-årskontrakt. Brorsson debuterade i Cyperns förstadivision den 8 januari 2022 i en 2–1-vinst över Ethnikos Achna.
I juli 2024 värvades Brorsson av grekiska Atromitos, där han skrev på ett tvåårskontrakt.

## Landslagskarriär
Brorsson spelade två matcher för Sveriges U17-landslag under 2011. Debuten kom den 20 september 2011 i en 3–2-förlust mot Norge. Under 2013 spelade Brorsson två landskamper för Sveriges U19-landslag. Han gjorde även två mål för U19-landslaget, ett i en 3–1-förlust mot Norge, och ett i en 3–2-förlust mot Island.
Den 8 januari 2017 debuterade Brorsson i Sveriges A-landslag i en 2–1-förlust mot Elfenbenskusten.

## Karriärstatistik
| Klubb              | Säsong             | Liga                   | Liga    | Liga | Nationell cup | Nationell cup | Internationell cup | Internationell cup | Totalt  | Totalt |
| Klubb              | Säsong             | Division               | Matcher | Mål  | Matcher       | Mål           | Matcher            | Mål                | Matcher | Mål    |
| ------------------ | ------------------ | ---------------------- | ------- | ---- | ------------- | ------------- | ------------------ | ------------------ | ------- | ------ |
| Malmö FF           | 2014               | Allsvenskan            | 0       | 0    | 1             | 0             | —                  | —                  | 1       | 0      |
| Malmö FF           | 2015               | Allsvenskan            | 8       | 0    | 0             | 0             | 3                  | 0                  | 11      | 0      |
| Malmö FF           | 2016               | Allsvenskan            | 18      | 0    | 5             | 0             | —                  | —                  | 23      | 0      |
| Malmö FF           | 2017               | Allsvenskan            | 23      | 0    | 1             | 1             | 2                  | 1                  | 26      | 2      |
| Malmö FF           | 2018               | Allsvenskan            | 23      | 0    | 3             | 0             | 10                 | 0                  | 36      | 0      |
| Malmö FF           | 2019               | Allsvenskan            | 9       | 0    | 0             | 0             | 5                  | 1                  | 14      | 1      |
| Malmö FF           | 2020               | Allsvenskan            | 13      | 2    | 0             | 0             | 2                  | 0                  | 14      | 2      |
| Malmö FF           | 2021               | Allsvenskan            | 24      | 0    | 3             | 0             | 10                 | 0                  | 37      | 0      |
| Malmö FF           | Totalt             | Totalt                 | 118     | 2    | 13            | 1             | 32                 | 2                  | 163     | 5      |
| Esbjerg (lån)      | 2019/2020          | Superligaen            | 7       | 1    | 1             | 0             | —                  | —                  | 8       | 1      |
| Aris Limassol      | 2021/2022          | Cyperns förstadivision | 16      | 0    | 0             | 0             | —                  | —                  | 16      | 0      |
| Aris Limassol      | 2022/2023          | Cyperns förstadivision | 32      | 1    | 1             | 0             | 2                  | 0                  | 35      | 1      |
| Aris Limassol      | 2023/2024          | Cyperns förstadivision | 26      | 0    | 5             | 0             | 10                 | 0                  | 41      | 0      |
| Aris Limassol      | Totalt             | Totalt                 | 74      | 1    | 6             | 0             | 12                 | 0                  | 92      | 1      |
| Atromitos          | 2024/2025          | Grekiska superligan    | 27      | 0    | 2             | 0             | —                  | —                  | 29      | 0      |
| Totalt i karriären | Totalt i karriären | Totalt i karriären     | 226     | 4    | 22            | 1             | 44                 | 2                  | 292     | 7      |

## Meriter
Malmö FF
- Allsvenskan (4): 2016, 2017, 2020, 2021